# Hospital

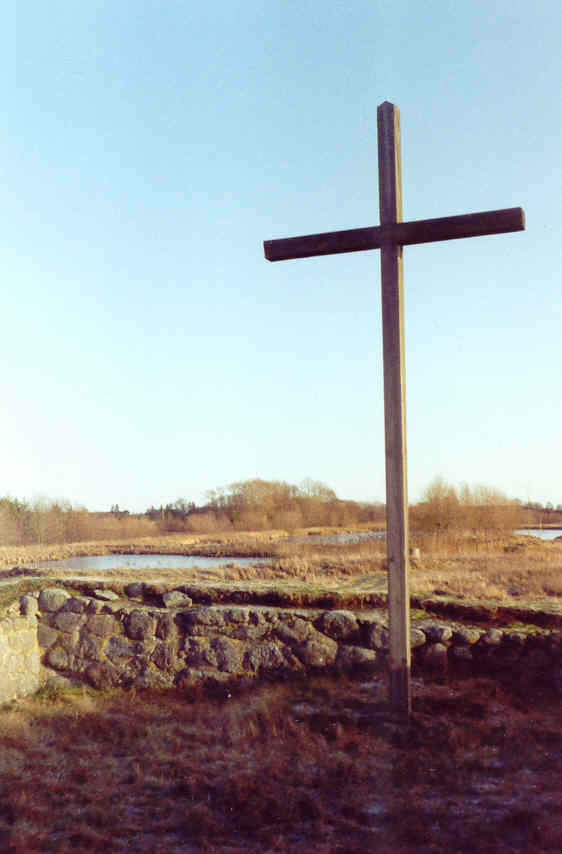
Hospitalet utanför Skänninge är Sveriges tidigast kända hospital, omnämns första gången 1208 e.Kr.

Hospital har historiskt varit benämning på ett par olika typer av sjukhus. Ordet "spetälska" (lepra) har en direkt koppling till ordet hospital eller spital, där beteckningen "den spitalske" avsåg "den på hospital intagne".
- avsåg under medeltiden alltid leprasjukhus, vilka normalt förlades utanför städerna
- efter reformationen och Gustav Vasas reduktion benämning på vårdanstalt för äldre, handikappade och sjuka i gemen.
- från 1800-talet benämning på mentalsjukhus.
- på många språk betecknar hospital sjukhus i allmänhet.